# نصرو
نصرو كان حاكمًا محليًا في مملكة الحضر العربية (مدينة قديمة في شمال العراق الحديث). وقد ثبت وجوده في ما لا يقل عن 34 نقشًا عُثر عليها في الحضر. ثلاثة من النقوش مؤرخة (بين 128/29 م و 137/38 م). وهناك نسخة رابعة تعود على الأرجح إلى ما بعد وفاته وتعطي سنة 176/177 قبل الميلاد.
خلال فترة حكمه، اتخذ نصرو تدابير هامة في تحصين الحضر، مثل بناء البوابات الشمالية والشرقية وسور المدينة (كما هو موثق في نقش يعود تاريخه إلى عام 137/138 م).
حمل نصرو اللقب الغامض المري، والذي قد يترجم إلى سيد أو حاكم أو مدير . كان ابنًا لنشرحاب وأبًا لولجش وسنطروق الأول .

## الأدب
- مايكل سومر: هاترا. Geschichte and Kultur einer Karawanenstadt في بلاد ما بين النهرين الرومانية. فون زابيرن، ماينز 2003،(ردمك 3-8053-3252-1) ، ص. 26-27.